# トヨタ・カリーナED
カリーナED（カリーナイーディー、Carina ED）は、トヨタ自動車が1985年から1998年まで生産・販売していた4ドアハードトップ型の普通乗用車である。

## 概要
セリカのプラットフォームを流用した4ドアハードトップである。取扱店はカリーナ同様トヨタ店。ただし、東京地区では1989年までトヨペット店と併売、大阪地区ではトヨペット店扱いであった。
初代モデルは1985年登場。CMでは｢4ドアでありながら、クーペのフォルム。｣と謳われるなど徹底的に耽美性を追求し、クーペ並みの低い全高に強く傾斜した前後ピラー、富士山型の小さなキャビンと高めのベルトラインを持つプロポーションを特徴としていた。反面、4ドア乗用車としての実用性および後席居住性には難があったが、その流麗なスタイリングはコロナセダン/カリーナセダンの熟年層向けイメージを覆し、動力性能においても2Lのツインカムエンジンが搭載されるなど、ハイソカーブームの波に乗って若年層にも絶大な人気を博した。なお、歴代を通して後期型はリアガーニッシュ部のEDロゴが発光、テールレンズ全体に黒い縁取りがなされた。
1989年登場の2代目では、プラットフォームを共有する姉妹車として「コロナ」の名を冠したコロナEXiVが追加された。
しかし1990年代以降、日本の自動車に対する価値観が居住性や実用性を重視する方向へと変化したことや、側面衝突時や横転時の安全性確保の観点からハードトップが敬遠されるようになった結果、コロナEXiVとともに1998年をもって生産を終了した。

## 初代[3]T16#型（1985年 - 1989年）
3代目カリーナ3ドアリフトバッククーペの事実上の後継にあたり、セリカ/コロナクーペとは姉妹車の関係にある。
発売当時、他に類を見ない車高を低く抑えたデザインと、4代目セリカのプラットフォームを流用したトヨタ初の4ドアピラーレスハードトップが話題となり、記録的なセールスで「トヨタの傑作」とまで言わしめた。意匠設計の木村徹（後に同社デザイン研究所長・デザイン部長・理事を経て名古屋工業大学大学院教授）は、この大ヒットにより社長特別表彰を受けている。
- 1985年8月 - 発売。当初のエンジンラインナップは、1,800cc SOHC（1S-iLU型）、1,800cc SOHC（1S-ELU型）、2,000cc スポーツツインカム（3S-GELU型）の3種類。
- 1986年前半 - 小変更。一部グレードにおいてサイドミラーがカラー化。
- 1987年8月 - マイナーチェンジ。フロントグリル奥にフォグランプが内蔵され、上位グレードはテールランプの車名ロゴがライト連動で光る『ブライトエンブレム』[5]を装備。1S-E型エンジンが廃止され、2,000cc ハイメカツインカムの3S-FE型が採用される。
- 1988年5月 - 1S-i型エンジンが廃止され、1,800cc ハイメカツインカムの4S-Fi型が採用される。これにより、シリーズ全車DOHC化完了。全車のマフラーがデュアルパイプ化される。

## 2代目[6]T18#型（1989年 - 1993年）
- 1989年9月 - フルモデルチェンジ。バブル景気を反映し、ベース車セリカなどとともにデュアルモード4WSを採用するなど装備はより豪奢になった（世界初、上位グレードのみ）。姉妹車として新たにコロナEXiVが登場し、セリカ/カリーナED/コロナEXiVの3兄弟のラインナップとなった。
- 1990年8月 - 一部改良。それまで燃料噴射方式がCiだった1,800ccエンジンの仕様変更により全車EFIとなる。[8]また同時に2,000ccのハイメカツインカムエンジンの出力の向上が図られている。
- 1991年8月 - マイナーチェンジ。デザインの一部変更が施され、リアエンブレムが車種専用デザインではなく、現在のトヨタCIマークに変更された。シャーシ面でも2WS車のリヤトレッドの拡大、1,800ccのフロントブレーキの拡大、全車ホイールが14インチ5穴に統一された。
- 1993年9月[9] - 生産終了。在庫対応分のみの販売となる。
- 1993年10月 - 3代目と入れ替わって販売終了。

### 型式
- ST180 - 1,800cc 2WS
- ST181 - 1,800cc 4WS
- ST182 - 2,000cc 2WS
- ST183 - 2,000cc 4WS

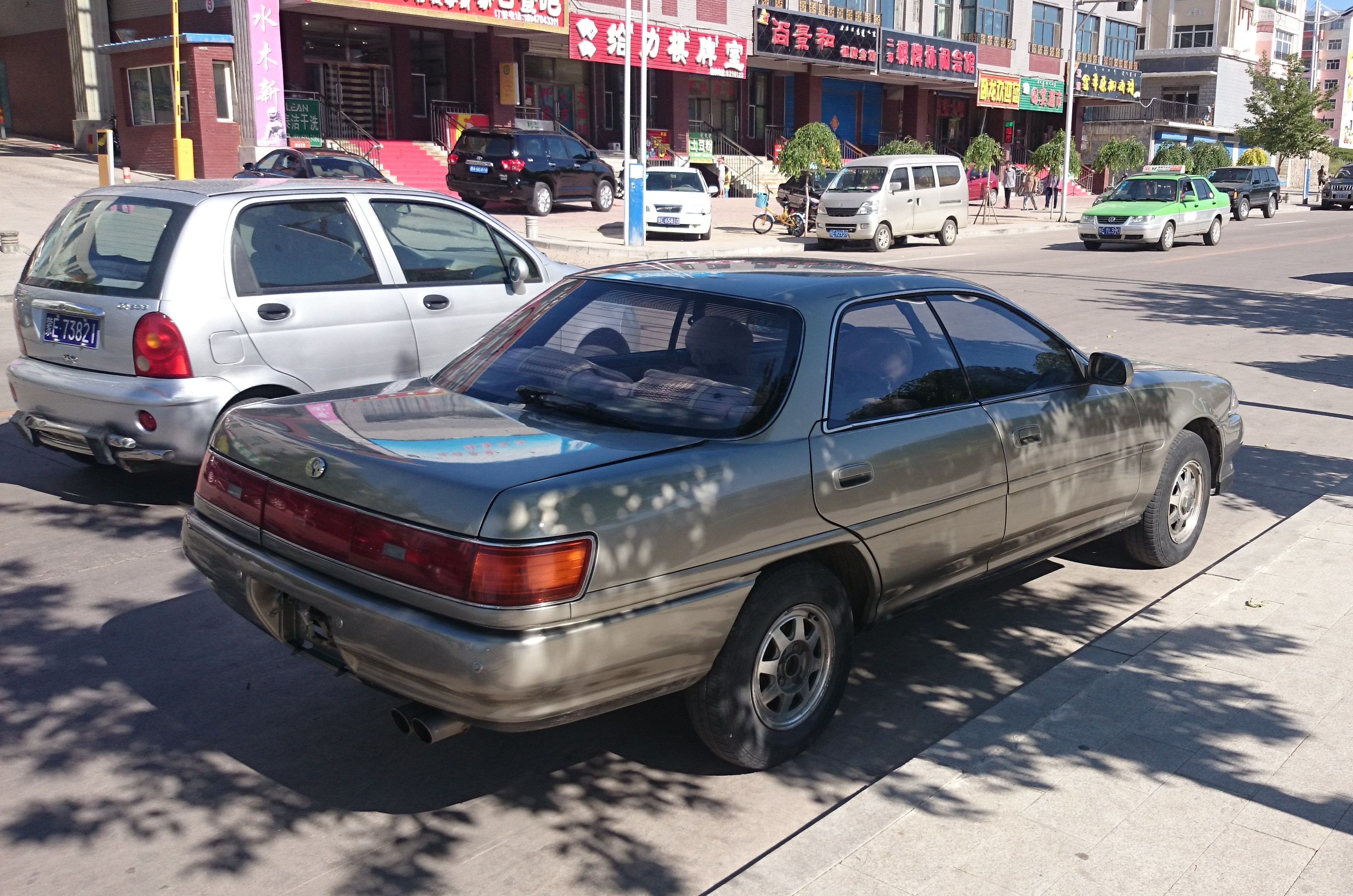
前期型 1.8X 左ハンドル化改造車
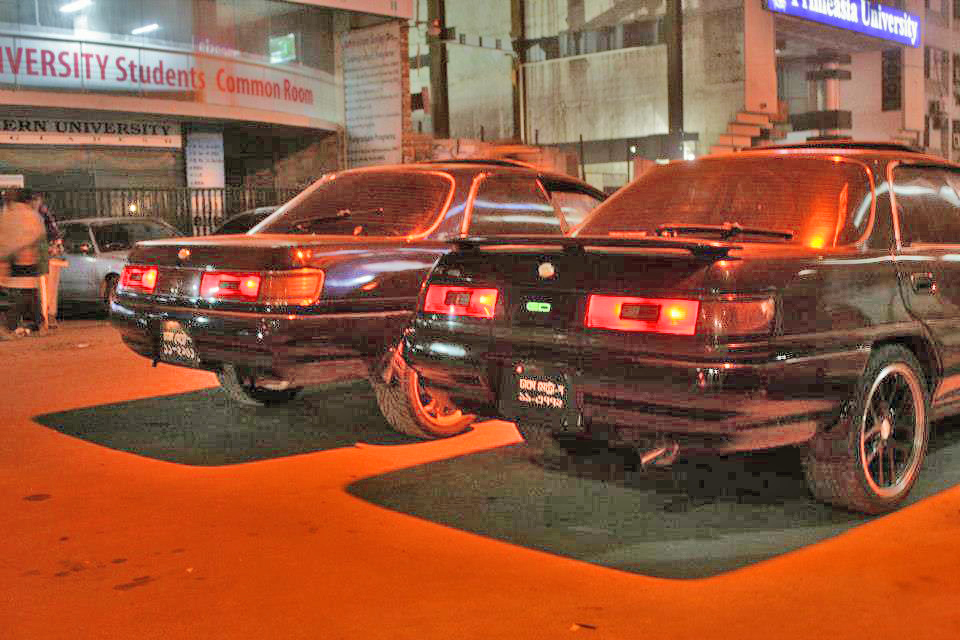
2代目のテールランプ比較(奥:前期型 手前:後期型)

## 3代目[11]T20#型（1993年 - 1998年）
- 1993年10月 - ベース車セリカのモデルチェンジに伴いフルモデルチェンジ。ボディ剛性向上のためセンターピラーが設けられ、4ドアピラードハードトップに転換。あわせて設計の合理化が図られ、専用設計だったダッシュボードが廃止されるなど、多くがセリカと共通化された。
- 1994年5月 - セリカGT-FOURの駆動系を流用した4WDモデル「リミテッド4」を発売。セリカとは異なり、エンジンはターボ非搭載で5速MTと4速ATが選択できた。
- 1995年9月 - マイナーチェンジ。フロントバンパーとグリル・テールレンズの意匠変更、グレード名の変更を実施（V/X/GT/GT-4WD）。運転席エアバッグが標準装備化。同時に、一部快適機能はコストダウンのため標準装備から外されている。
- 1996年6月 - 助手席エアバッグ、ABSが標準装備化。
- 1998年4月[13] - オーダーストップに伴い生産終了。以後は在庫のみの対応となる。
- 1998年12月[14] - 7代目カリーナセダンに統合される形で販売終了。カリーナEDは3代13年の歴史に幕を閉じた。

### 型式
- ST200 - 1,800cc 2WS
- ST201 - 1,800cc 4WS
- ST202 - 2,000cc 2WS FF
- ST203 - 2,000cc 4WS FF
- ST205 - 2,000cc 2WS 4WD

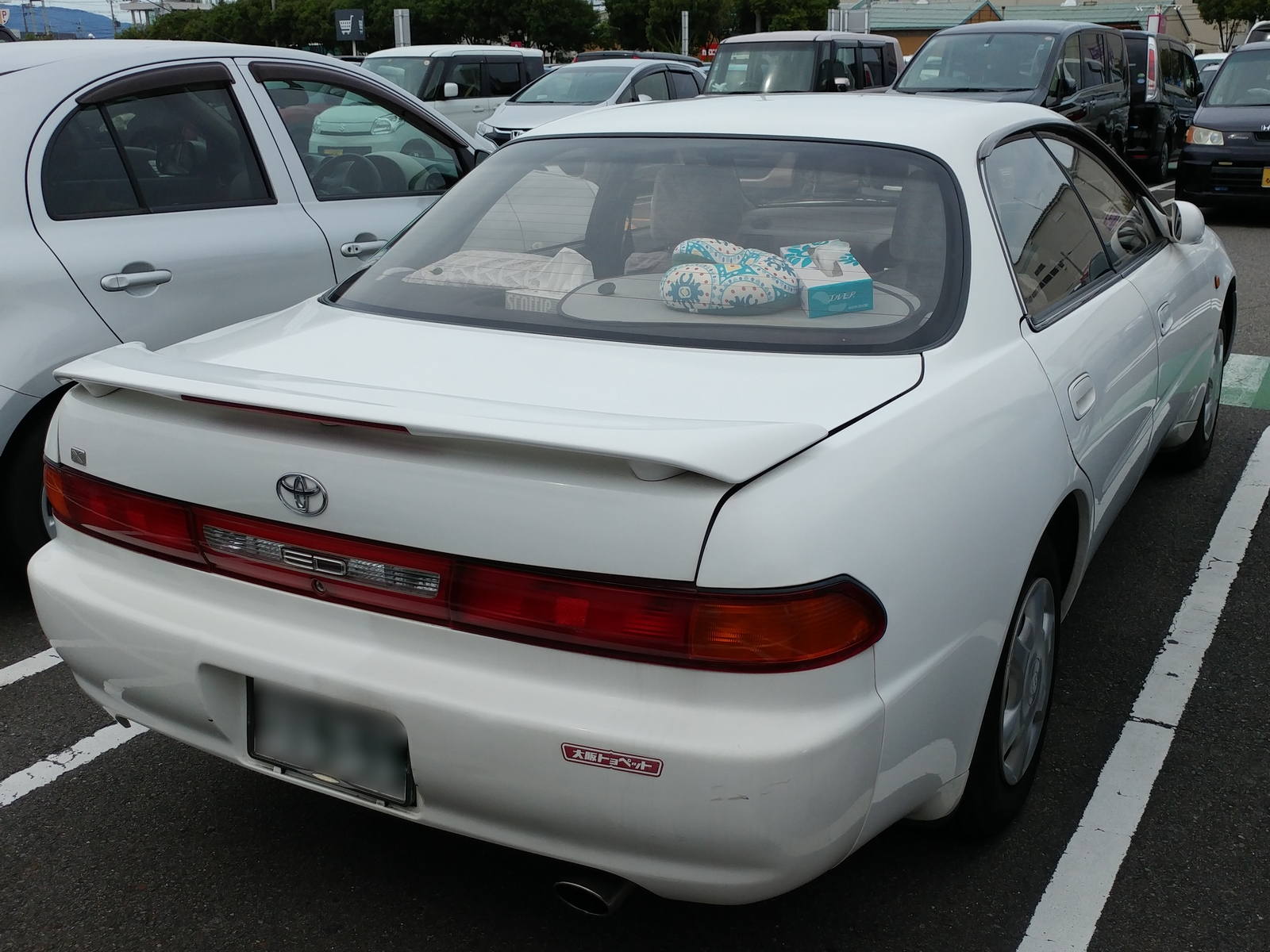
前期型 1.8X
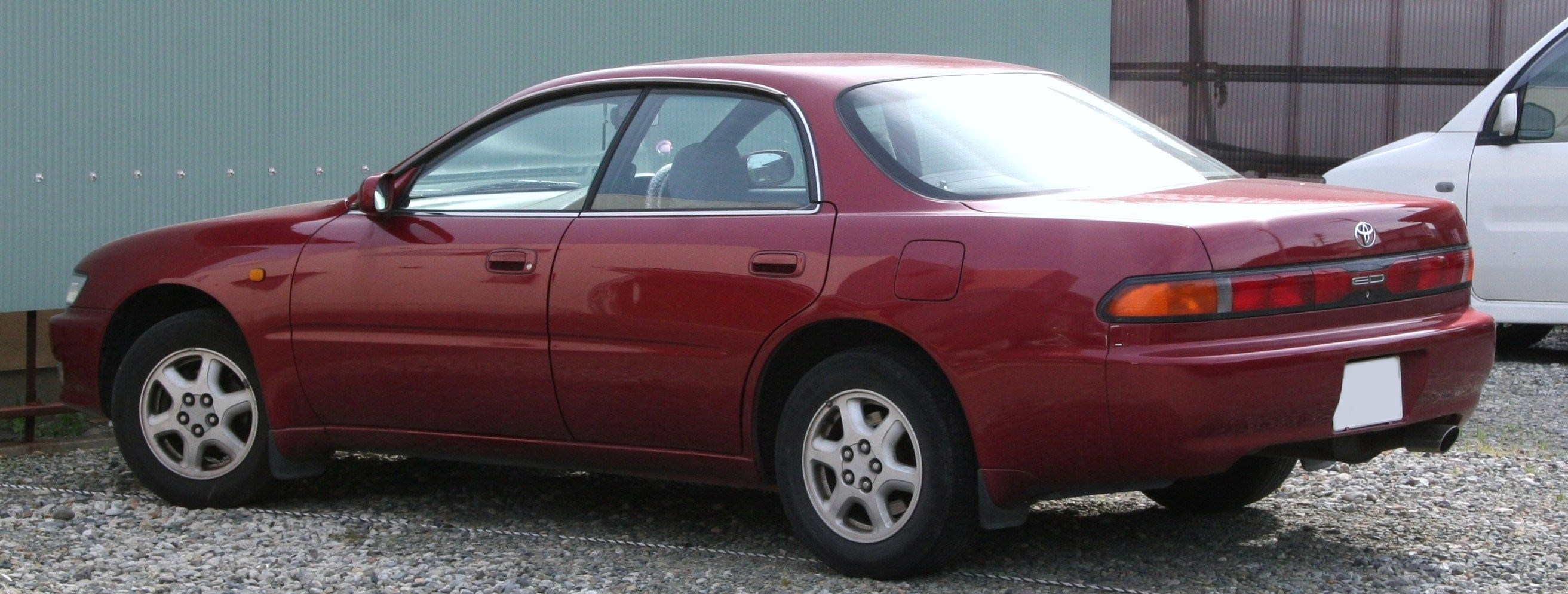
後期型 2.0X
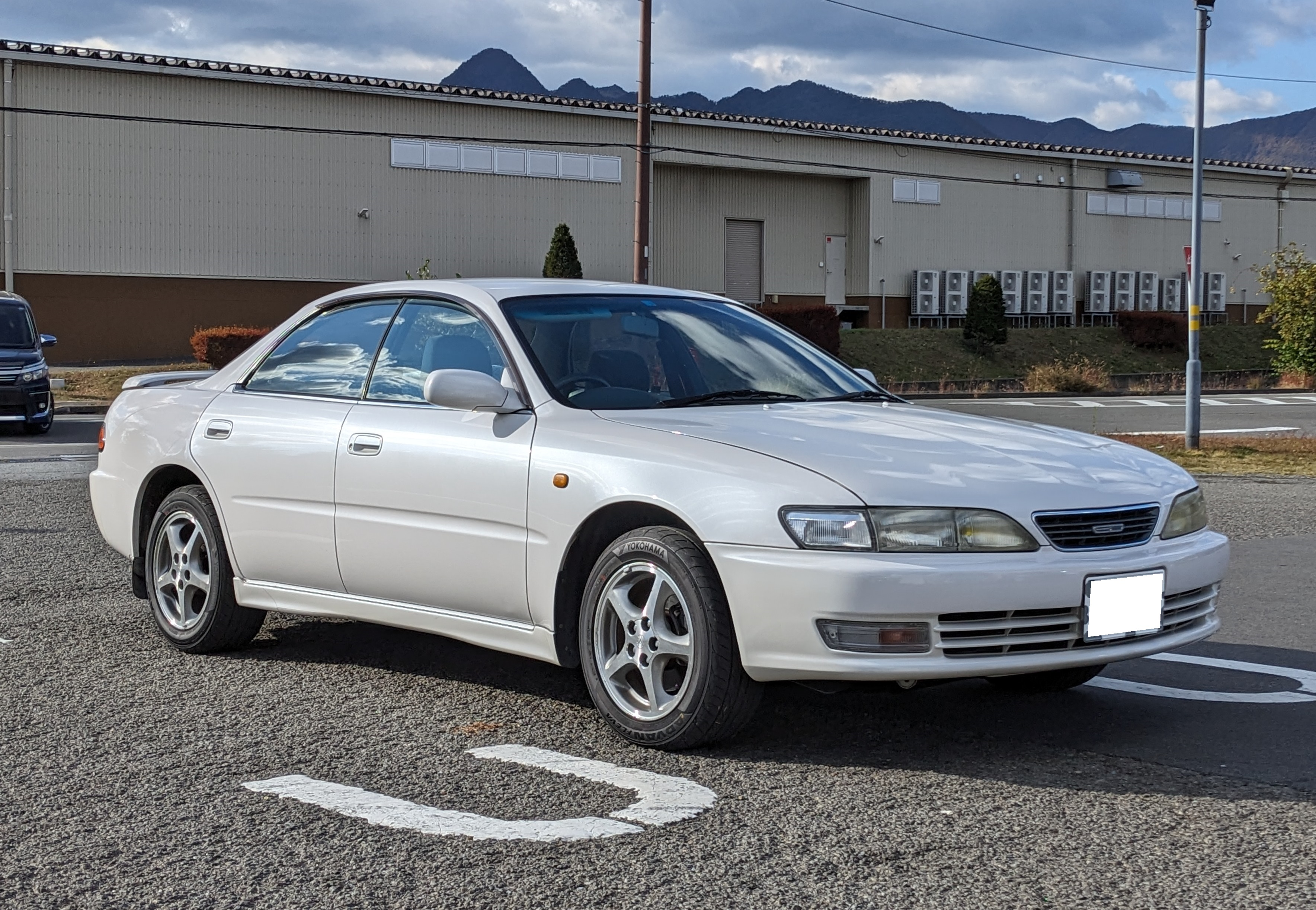
後期型 GTエキサイティングバージョン
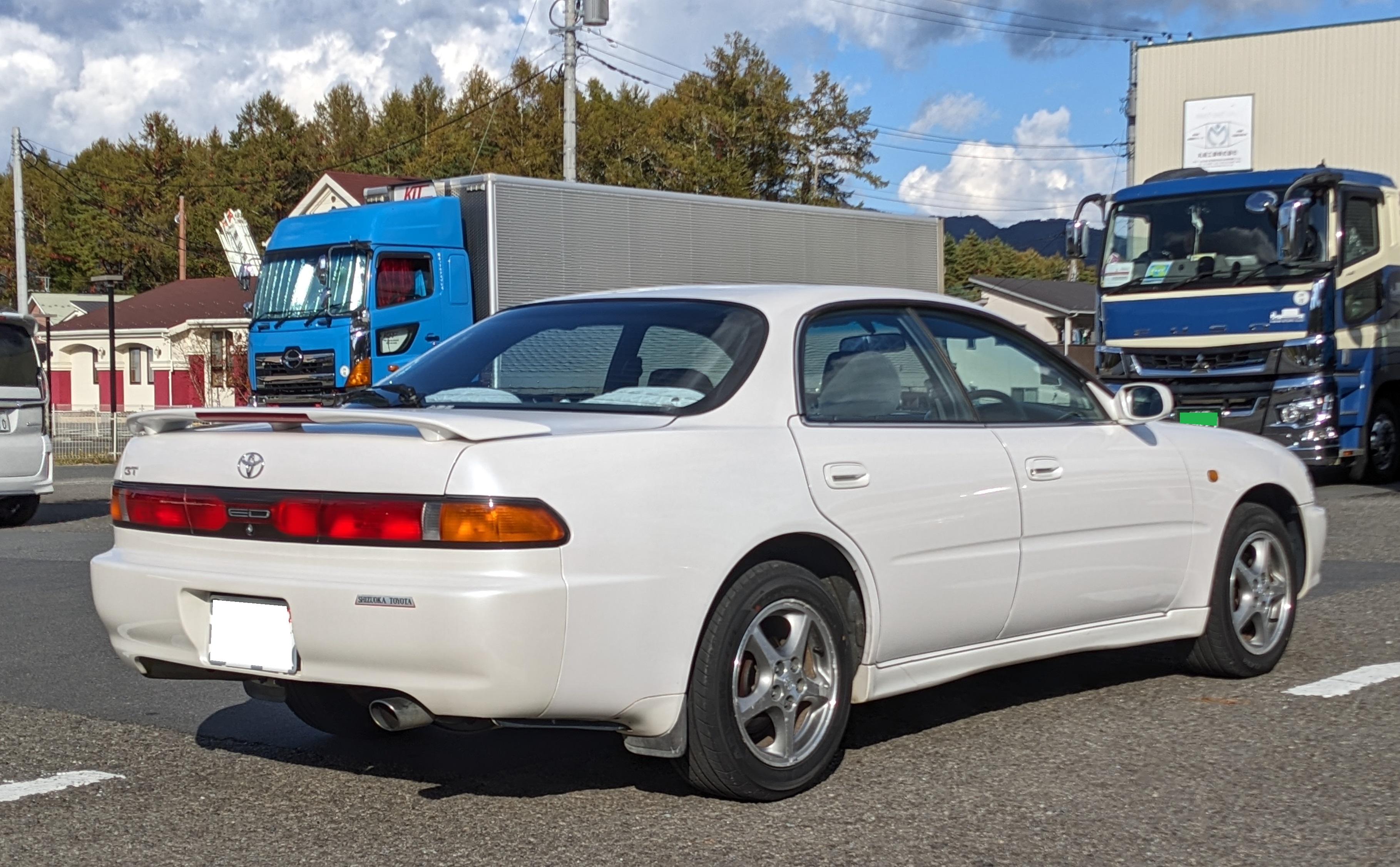
後期型 GTエキサイティングバージョン

## 評価と他車への影響
初代カリーナEDが登場した当時は上述のとおりハイソカーブームの真っ只中でありながら、マークⅡ3兄弟より100万円近く安価だったことからカリーナEDも爆発的な人気を博したため、日産・プレセア、マツダ・ペルソナ、三菱・エメロードなど同様のコンセプトを持つ車種が日本国内各社から続々と登場することとなった。またトヨタ自動車からも、カリーナED/コロナEXiVよりも下のクラスの新規車種としてカローラセレス/スプリンターマリノが登場している。また、ボディサイズの割に室内が狭いハードトップ車という意味からすれば、マークⅡ３兄弟や日産・ローレルなどの高級セダンにも影響を与えたと捉えることもできる。
2000年代以降、メルセデス・ベンツ・CLSのヒットを機に欧州メーカー各社が「4ドアクーペ」と呼ばれる車種を次々と登場させたことから、カリーナEDはその先進的なコンセプトを持った車種であったと評価されることもある。

## 車名の由来
EDはExciting Dressy（エキサイティング・ドレッシィ=刺激的でしゃれている）を略したもの（カリーナは英語で竜骨座の意）。